# Fußball-Club Energie Cottbus 2020-2021
Questa voce raccoglie le informazioni riguardanti il Fußball-Club Energie Cottbus nelle competizioni ufficiali della stagione 2020-2021.

## Stagione
Nella stagione 2020-2021 l'Energie Cottbus, allenato da Sebastian Abt, Tim Kruse e Dirk Lottner, concluse il campionato di Regionalliga nordest al 9º posto.

## Rosa
| N. |                       | Ruolo | Calciatore       |
| -- | --------------------- | ----- | ---------------- |
| 1  | Germania (bandiera)   | P     | Tim Stawecki     |
| 2  | Germania (bandiera)   | D     | Florian Brügmann |
| 3  | Germania (bandiera)   | D     | Marcel Hoppe     |
| 4  | Germania (bandiera)   | D     | Matthias Rahn    |
| 5  | Germania (bandiera)   | D     | Patrick Storb    |
| 6  | Germania (bandiera)   | C     | Jonas Hofmann    |
| 7  | Germania (bandiera)   | A     | Max Kremer       |
| 9  | Germania (bandiera)   | A     | Nils Stettin     |
| 10 | Germania (bandiera)   | C     | Felix Geisler    |
| 11 | Croazia (bandiera)    | A     | Mario Crnički    |
| 12 | Germania (bandiera)   | P     | Elias Bethke     |
| 14 | Germania (bandiera)   | D     | Tobias Hasse     |
| 15 | Germania (bandiera)   | D     | Adrian Jarosch   |
| 16 | Montenegro (bandiera) | C     | Arnel Kujović    |

| N. |                          | Ruolo | Calciatore       |
| -- | ------------------------ | ----- | ---------------- |
| 17 | Germania (bandiera)      | D     | Iven Löffler     |
| 19 | Germania (bandiera)      | C     | Niklas Geisler   |
| 20 | Germania (bandiera)      | D     | Axel Borgmann    |
| 21 | Germania (bandiera)      | D     | Tobias Eisenhuth |
| 22 | Germania (bandiera)      | C     | Niclas Erlbeck   |
| 23 | Germania (bandiera)      | A     | Felix Brügmann   |
| 24 | Germania (bandiera)      | D     | Jan Koch         |
| 25 | Germania (bandiera)      | C     | Dominik Pelivan  |
| 27 | Germania (bandiera)      | C     | Janik Mäder      |
| 28 | Germania (bandiera)      | C     | Jeremy Postelt   |
| 30 | Liechtenstein (bandiera) | A     | Yanik Frick      |
| 31 | Germania (bandiera)      | P     | Toni Stahl       |
| 35 | Germania (bandiera)      | D     | Edgar Kaizer     |
| 37 | Germania (bandiera)      | C     | Rico Gladrow     |

## Organigramma societario
Area tecnica
- Allenatore: Damir Agovic, Claus-Dieter Wollitz
- Allenatore in seconda: Tim Kruse, Tobias Röder
- Preparatore dei portieri: Anton Wittmann
- Preparatori atletici:
- Analisi video: Tobias Röder

## Calciomercato

### Sessione estiva
| Acquisti | Acquisti      | Acquisti            | Acquisti |
| R.       | Nome          | da                  | Modalità |
| -------- | ------------- | ------------------- | -------- |
| A        | Yanik Frick   | Rapperswil-Jona     |          |
| C        | Jonas Hofmann | Schalke 04          |          |
| A        | Max Kremer    | Meppen              |          |
| C        | Janik Mäder   | Zwickau             |          |
| P        | Elias Bethke  | Energie Cottbus U17 |          |
| D        | Iven Löffler  | Energie Cottbus U19 |          |
| A        | Nils Stettin  | Union Fürstenwalde  |          |
| D        | Patrick Storb | Amburgo II          |          |

| Cessioni | Cessioni           | Cessioni                      | Cessioni |
| R.       | Nome               | a                             | Modalità |
| -------- | ------------------ | ----------------------------- | -------- |
| A        | Kevin Scheidhauer  | Template:Calcio SSV Vorsfelde |          |
| C        | Damir Bektić       | Tasmania Berlino              |          |
| A        | Abdulkadir Beyazıt | Berliner AK 07                |          |
| C        | Colin Raak         | VfB 1921 Krieschow            |          |
| A        | Dimităr Rangelov   | Slavia Sofia                  |          |
| D        | Ibrahim Hajtić     | Illertissen                   |          |
| A        | Moritz Broschinski | Borussia Dortmund II          |          |
| D        | Ben Meyer          | Berliner AK 07                |          |
| P        | Julian Simon       | Union Fürstenwalde            |          |
| C        | Berkan Taz         | Union Berlino                 |          |
| C        | Orhan Yildirim     | Berliner AK 07                |          |
| C        | Jonas Zickert      | BFC Dynamo                    |          |

## Risultati

### Regionalliga nordest

#### Girone di andata
| Arbitro: | Sather |

|            |           |                     |
| Kremer 11’ | Marcatori | 87’ Rausch 90’ Graf |

| Arbitro: | Gaunitz |

|                      |           |  |
| Mauer 34’ Becker 52’ | Marcatori |  |

| Arbitro: | Klemm |

|              |           |                       |
| Brügmann 50’ | Marcatori | 12’ Falcão 60’ Yamada |

| Arbitro: | Bartnitzki |

|                      |           |                                                        |
| Voigt 41’ Seidel 80’ | Marcatori | 27’, 82’ Stettin 31’ Brügmann 47’ Geisler 60’ Brügmann |

| Arbitro: | Hempel |

|  |           |                        |
|  | Marcatori | 45’ Ambrosius 79’ Vogt |

| Arbitro: | Kutscher |

|  |           |              |
|  | Marcatori | 69’ Brügmann |

| Arbitro: | Burda |

|                                            |           |            |
| Stettin 4’ Pelivan 18’ Brügmann 60’ (rig.) | Marcatori | 67’ Böcker |

| Arbitro: | Bartnitzki |

|            |           |                   |
| Schinke 4’ | Marcatori | 31’ (rig.) Kremer |

| Arbitro: | Allwardt |

|                                        |           |                        |
| Eisenhuth 64’ Brügmann 70’ Pelivan 76’ | Marcatori | 10’ Bolyki 49’ Siebeck |

| Berlino 18 ottobre 2020, ore 13:30 CEST 10ª giornata | Hertha Berlino II | 0 – 0 referto | Energie Cottbus | Stadion auf dem Wurfplatz (174 spett.)\| Arbitro: \| Herde \| |
| Arbitro:                                             | Herde             |               |                 |                                                               |

| Arbitro: | Klemm |

|  |           |                                 |
|  | Marcatori | 6’, 48’ Beyazıt 82’ El-Jindaoui |

| Arbitro: | Schipke |

|            |           |                      |
| Eisele 82’ | Marcatori | 22’ Koch 38’ Gladrow |

| Arbitro: | Bärmann |

|             |           |           |
| Hofmann 67’ | Marcatori | 66’ Misch |

| 8 novembre 2020, ore CET 14ª giornata | Bischofswerdaer | – non disputata | Energie Cottbus |  |

| 21 novembre 2020, ore CET 15ª giornata | Energie Cottbus | – non disputata | Chemnitz |  |

| 29 novembre 2020, ore CET 16ª giornata | Optik Rathenow | – non disputata | Energie Cottbus |  |

| 6 dicembre 2020, ore CET 17ª giornata | Chemie Lipsia | – non disputata | Energie Cottbus |  |

| 13 dicembre 2020, ore CET 18ª giornata | Energie Cottbus | – non disputata | Altglienicke |  |

| 20 dicembre 2020, ore CET 19ª giornata | TeBe Berlino | – non disputata | Energie Cottbus |  |

#### Girone di ritorno
| 24 gennaio 2021, ore CET 20ª giornata | Lichtenberg 47 | – non disputata | Energie Cottbus |  |

| 31 gennaio 2021, ore CET 21ª giornata | Energie Cottbus | – non disputata | Meuselwitz |  |

| 7 febbraio 2021, ore CET 22ª giornata | Viktoria Berlino | – non disputata | Energie Cottbus |  |

| 14 febbraio 2021, ore CET 23ª giornata | Energie Cottbus | – non disputata | VfB Auerbach |  |

| 21 febbraio 2021, ore CET 24ª giornata | Germania Halberstadt | – non disputata | Energie Cottbus |  |

| 28 febbraio 2021, ore CET 25ª giornata | Energie Cottbus | – non disputata | Babelsberg |  |

| 7 marzo 2021, ore CET 26ª giornata | Union Fürstenwalde | – non disputata | Energie Cottbus |  |

| 14 marzo 2021, ore CET 27ª giornata | Energie Cottbus | – non disputata | Lokomotive Lipsia |  |

| 21 marzo 2021, ore CET 28ª giornata | BFC Dynamo | – non disputata | Energie Cottbus |  |

| 4 aprile 2021, ore CEST 29ª giornata | Energie Cottbus | – non disputata | Hertha Berlino II |  |

| 11 aprile 2021, ore CEST 30ª giornata | Berliner AK 07 | – non disputata | Energie Cottbus |  |

| 18 aprile 2021, ore CEST 31ª giornata | Energie Cottbus | – non disputata | Carl Zeiss Jena |  |

| 25 aprile 2021, ore CEST 32ª giornata | Luckenwalde | – non disputata | Energie Cottbus |  |

| 2 maggio 2021, ore CEST 33ª giornata | Energie Cottbus | – non disputata | Bischofswerdaer |  |

| 9 maggio 2021, ore CEST 34ª giornata | Chemnitz | – non disputata | Energie Cottbus |  |

| 16 maggio 2021, ore CEST 35ª giornata | Energie Cottbus | – non disputata | Optik Rathenow |  |

| 30 maggio 2021, ore CEST 36ª giornata | Energie Cottbus | – non disputata | Chemie Lipsia |  |

| 6 giugno 2021, ore CEST 37ª giornata | Altglienicke | – non disputata | Energie Cottbus |  |

| 13 giugno 2021, ore CEST 38ª giornata | Energie Cottbus | – non disputata | TeBe Berlino |  |

## Statistiche

### Statistiche di squadra
| Competizione | Punti | In casa | In casa | In casa | In casa | In casa | In casa | In trasferta | In trasferta | In trasferta | In trasferta | In trasferta | In trasferta | Totale | Totale | Totale | Totale | Totale | Totale | DR |
| Competizione | Punti | G       | V       | N       | P       | Gf      | Gs      | G            | V            | N            | P            | Gf           | Gs           | G      | V      | N      | P      | Gf     | Gs     | DR |
| ------------ | ----- | ------- | ------- | ------- | ------- | ------- | ------- | ------------ | ------------ | ------------ | ------------ | ------------ | ------------ | ------ | ------ | ------ | ------ | ------ | ------ | -- |
| Regionalliga | 18    | 7       | 2       | 1       | 4       | 9       | 13      | 6            | 3            | 2            | 1            | 9            | 6            | 13     | 5      | 3      | 5      | 18     | 19     | -1 |
| Totale       | 18    | 7       | 2       | 1       | 4       | 9       | 13      | 6            | 3            | 2            | 1            | 9            | 6            | 13     | 5      | 3      | 5      | 18     | 19     | -1 |

### Andamento in campionato
| Giornata  | 1  | 2  | 3  | 4  | 5  | 6  | 7 | 8  | 9 | 10 | 11 | 12 | 13 | 14 | 15 | 16 | 17 | 18 | 19 | 20 | 21 | 22 | 23 | 24 | 25 | 26 | 27 | 28 | 29 | 30 | 31 | 32 | 33 | 34 | 35 | 36 | 37 | 38 |
| --------- | -- | -- | -- | -- | -- | -- | - | -- | - | -- | -- | -- | -- | -- | -- | -- | -- | -- | -- | -- | -- | -- | -- | -- | -- | -- | -- | -- | -- | -- | -- | -- | -- | -- | -- | -- | -- | -- |
| Luogo     | C  | T  | C  | T  | C  | T  | C | T  | C | T  | C  | T  | C  | T  | C  | T  | T  | C  | T  | T  | C  | T  | C  | T  | C  | T  | C  | T  | C  | T  | C  | T  | C  | T  | C  | C  | T  | C  |
| Risultato | P  | P  | P  | V  | P  | V  | V | N  | V | N  | P  | V  | N  |    |    |    |    |    |    |    |    |    |    |    |    |    |    |    |    |    |    |    |    |    |    |    |    |    |
| Posizione | 14 | 19 | 19 | 17 | 19 | 14 | 9 | 10 | 6 | 8  | 12 | 10 | 9  | 9  | 9  | 9  | 9  | 9  | 9  | 9  | 9  | 9  | 9  | 9  | 9  | 9  | 9  | 9  | 9  | 9  | 9  | 9  | 9  | 9  | 9  | 9  | 9  | 9  |

Legenda:

Luogo: C = Casa; T = Trasferta. Risultato: V = Vittoria; N = Pareggio; P = Sconfitta.

### Statistiche dei giocatori
| E. Bethke    | 0  | 0 | 0 | 0 |
| A. Borgmann  | 8  | 0 | 2 | 0 |
| F. Brügmann  | 13 | 5 | 0 | 0 |
| F. Brügmann  | 8  | 1 | 1 | 1 |
| M. Crnički   | 2  | 0 | 0 | 0 |
| T. Eisenhuth | 8  | 1 | 1 | 0 |
| N. Erlbeck   | 10 | 0 | 2 | 1 |
| Y. Frick     | 2  | 0 | 0 | 0 |
| F. Geisler   | 8  | 1 | 3 | 0 |
| N. Geisler   | 4  | 0 | 0 | 0 |
| R. Gladrow   | 11 | 1 | 1 | 0 |
| T. Hasse     | 0  | 0 | 0 | 0 |
| J. Hofmann   | 4  | 1 | 2 | 0 |
| M. Hoppe     | 13 | 0 | 1 | 0 |
| A. Jarosch   | 5  | 0 | 1 | 0 |
| E. Kaizer    | 0  | 0 | 0 | 0 |
| J. Koch      | 13 | 1 | 4 | 0 |
| M. Kremer    | 9  | 2 | 1 | 0 |
| A. Kujović   | 4  | 0 | 0 | 0 |
| I. Löffler   | 0  | 0 | 0 | 0 |
| J. Mäder     | 6  | 0 | 0 | 0 |
| D. Pelivan   | 12 | 2 | 5 | 0 |
| J. Postelt   | 5  | 0 | 0 | 0 |
| M. Rahn      | 11 | 0 | 5 | 0 |
| T. Stahl     | 8  | 0 | 1 | 0 |
| T. Stawecki  | 5  | 0 | 0 | 0 |
| N. Stettin   | 9  | 3 | 0 | 0 |
| P. Storb     | 7  | 0 | 2 | 0 |